# Orihuela
Orihuela (em castelhano e oficialmente) ou Oriola (em valenciano) é um município da Espanha na província de Alicante, Comunidade Valenciana. Tem 365,44 km² de área e em 2021 tinha 78 940 habitantes (densidade: 216 hab./km²).
O seu nome deriva do árabe Uryūlâ (أريولة) ou Ūryūlâ (أوريولة), palavra que está também na origem do nome da freguesia portuguesa de Oriola, no concelho de Portel.

## Demografia
| Variação demográfica do município entre 1991 e 2005 | Variação demográfica do município entre 1991 e 2005 | Variação demográfica do município entre 1991 e 2005 | Variação demográfica do município entre 1991 e 2005 |
| --------------------------------------------------- | --------------------------------------------------- | --------------------------------------------------- | --------------------------------------------------- |
| 1991                                                | 1996                                                | 2001                                                | 2005                                                |
| 49475                                               | 50724                                               | 54390                                               | 75009                                               |

## Equipamentos
- Universidade Miguel Hernández (campus de Orihuela)